# Austrália nos Jogos Olímpicos de Verão de 2024
Austrália participou dos Jogos Olímpicos de Verão de 2024, realizados em Paris, na França. Foi a 28.ª aparição do país nos Jogos Olímpicos de Verão desde a estreia na primeira edição, em Atenas 1896, sendo representado por 459 atletas que competiram em 33 esportes.
Conquistou 53 medalhas, sendo 18 de ouro, 19 de prata e 16 de bronze, o que rendeu ao país o quarto lugar no quadro geral de medalhas e a melhor performance em número de medalhas de ouro até então, superando as 17 conquistadas em Atenas 2004 e Tóquio 2020. Com 19 medalhas, sendo sete delas de ouro, a natação foi o esporte mais bem-sucedido da delegação, sendo que Mollie O'Callaghan e Kaylee McKeown conquistaram cinco medalhas cada uma. Outros 14 esportistas conquistaram mais de uma medalha nos Jogos. Cinco atletas conseguiram defender seus títulos olímpicos obtidos em Tóquio 2020: Matthew Wearn (vela), Jessica Fox (canoagem), Keegan Palmer (skate), McKeown e Ariarne Titmus (ambas na natação).

## Competidores
Esta foi a participação por modalidade nesta edição:
| Esporte              | Masculino | Feminino | Total |
| -------------------- | --------- | -------- | ----- |
| Atletismo            | 34        | 41       | 75    |
| Badminton            | 0         | 3        | 3     |
| Basquetebol          | 12        | 16       | 28    |
| Boxe                 | 6         | 6        | 12    |
| Breaking             | 1         | 1        | 2     |
| Canoagem             | 8         | 7        | 15    |
| Ciclismo             | 12        | 13       | 25    |
| Escalada esportiva   | 1         | 1        | 2     |
| Futebol              | 0         | 19       | 19    |
| Ginástica            | 1         | 11       | 12    |
| Golfe                | 2         | 2        | 4     |
| Halterofilismo       | 1         | 2        | 3     |
| Hipismo              | 5         | 5        | 10    |
| Hóquei sobre a grama | 16        | 16       | 32    |
| Judô                 | 1         | 2        | 3     |
| Lutas                | 2         | 0        | 2     |
| Natação              | 23        | 21       | 44    |
| Natação artística    | 0         | 8        | 8     |
| Pentatlo moderno     | 0         | 1        | 1     |
| Polo aquático        | 13        | 13       | 26    |
| Remo                 | 14        | 21       | 35    |
| Rugby sevens         | 12        | 12       | 24    |
| Saltos ornamentais   | 4         | 5        | 9     |
| Skate                | 4         | 5        | 9     |
| Surfe                | 2         | 2        | 4     |
| Taekwondo            | 2         | 1        | 3     |
| Tênis                | 5         | 4        | 9     |
| Tênis de mesa        | 3         | 3        | 6     |
| Tiro                 | 6         | 4        | 10    |
| Tiro com arco        | 1         | 1        | 2     |
| Triatlo              | 2         | 2        | 4     |
| Vela                 | 6         | 6        | 12    |
| Voleibol de praia    | 4         | 2        | 6     |
| Total                | 203       | 256      | 459   |